# Birradical de Criegee

Birradical de Criegee mostrado como zwitterión.

Un radical de Criegee, o, más correctamente, birradical de Criegee, a veces llamado también intermediario de Criegeee, es un óxido de carbonilo con dos centros que actúan como radicales libres de forma independiente. Estas moléculas contribuyen a degradar el dióxido de azufre y el dióxido de nitrógeno en la atmósfera, y podrían ayudar a controlar el calentamiento global.
La formación de estos birradicales fue postulada por primera vez por Rudolf Criegee en los años 50.